# Nombre de Skewes
En mathématiques, plus précisément en théorie des nombres, le nombre de Skewes est le plus petit entier naturel {\displaystyle x} pour lequel la fonction de compte des nombres premiers {\displaystyle \pi (x)} dépasse la fonction logarithme intégral {\displaystyle {\text{li}}(x)}.
Il doit son nom au mathématicien sud-africain Stanley Skewes, qui a été le premier à en calculer un majorant.
La valeur exacte du nombre de Skewes n'est pas connue, mais on sait qu'il existe un passage de {\displaystyle \pi (x)<{\text{li}}(x)} à {\displaystyle \pi (x)>{\text{li}}(x)} à proximité de {\displaystyle e^{727,95133}<1,397.10^{316}}. On ignore s'il s'agit du plus petit croisement.

## Historique
John Edensor Littlewood, professeur de Skewes, avait démontré en 1914 qu'il existe un tel nombre {\displaystyle x} en prouvant que la différence {\displaystyle \pi (x)-\operatorname {li} (x)} change de signe une infinité de fois. Qu'un tel nombre existe n'était pas tout à fait clair à l'époque, car tous les résultats numériques disponibles semblaient suggérer que {\displaystyle \pi (x)} est toujours inférieur à {\displaystyle {\text{li}}(x)}. La démonstration de Littlewood n'exhibe néanmoins pas un tel nombre {\displaystyle x} : elle n'est pas effective. En effet, elle s'appuie sur une alternative  : soit l'hypothèse de Riemann est fausse, soit l'hypothèse de Riemann est vraie et la démonstration est alors plus difficile. (Elle reposait donc sur le principe du tiers exclu.)
Skewes démontra en 1933 qu'en supposant vraie l'hypothèse de Riemann, il existe un tel nombre {\displaystyle x}, inférieur à 
{\displaystyle {\rm {e}}^{{\rm {e}}^{{\rm {e}}^{79}}}.}
Ce majorant, quelquefois appelé premier majorant de Skewes aujourd'hui, est lui-même majoré par 
{\displaystyle 10^{10^{10^{34}}}.}
En 1955, sans utiliser l'hypothèse de Riemann, il est parvenu à démontrer qu'il existe un tel {\displaystyle x} inférieur à 
{\displaystyle 10^{10^{10^{963}}}.}
Ce nombre est quelquefois appelé deuxième majorant de Skewes.
Ces majorants (énormes) ont depuis été réduits considérablement : sans utiliser l'hypothèse de Riemann, Herman te Riele donna en 1987 le majorant
{\displaystyle 7\times 10^{370}\ }
et une meilleure estimation,  1,39822×10316, fut découverte en 2000 par Carter Bays et Richard H. Hudson.

## Intérêt de la démarche
La contribution majeure de Skewes fut de rendre effective la démonstration d'existence de Littlewood, en exhibant un majorant concret pour le premier changement de signe de la fonction {\displaystyle \pi (x)-\operatorname {li} (x)}.
L'approche de Skewes, appelée « débobinage » (unwinding) en théorie de la démonstration, consiste à étudier directement la structure d'une démonstration pour en extraire une borne. Selon Georg Kreisel,  le principe même de cette méthode n'était pas considéré comme évident à cette époque.  Une autre méthode, plus souvent mise en œuvre en théorie des nombres, consiste à modifier suffisamment la structure de la démonstration pour rendre plus explicites les constantes absolues.
Bien que les deux nombres de Skewes soient grands comparés à la plupart des nombres rencontrés dans les démonstrations mathématiques, ni l'un ni l'autre n'est proche du nombre de Graham.

## Formule de Riemann pour la fonction de compte des nombres premiers
Riemann a donné une formule explicite (en) pour {\displaystyle \pi (x)}, dont les principaux termes sont (en ignorant certaines questions subtiles de convergence)
{\displaystyle \pi (x)=\operatorname {li} (x)-{\tfrac {1}{2}}\operatorname {li} ({\sqrt {x\,}})-\sum _{\rho }\operatorname {li} (x^{\rho })+{\text{termes plus petits}}}
où {\displaystyle \rho } décrit l'ensemble des zéros non triviaux de la fonction zêta de Riemann .
Le terme d'erreur le plus important dans l'approximation {\displaystyle \pi (x)\approx \operatorname {li} (x)} (si l'hypothèse de Riemann est exacte) est l'opposé de {\displaystyle {\tfrac {1}{2}}\operatorname {li} ({\sqrt {x\,}})}, ce qui montre que {\displaystyle \operatorname {li} (x)} est généralement plus grand que {\displaystyle \pi (x)}. Les autres termes ci-dessus sont un peu plus petits et ont en outre tendance à avoir des arguments complexes différents, apparemment aléatoires ; ils s'annulent donc pour la plupart. Il arrive cependant que plusieurs des plus grands parmi eux aient à peu près le même argument complexe, auquel cas ils se renforcent mutuellement au lieu de s'annuler et écrasent le terme {\displaystyle {\tfrac {1}{2}}\operatorname {li} ({\sqrt {x\,}})}.
La raison pour laquelle le nombre de Skewes est aussi grand est que ces termes plus petits sont beaucoup plus petits que le terme d'erreur principal, principalement parce que le premier zéro complexe de la fonction zêta a une partie imaginaire assez grande, donc un grand nombre (plusieurs centaines) d'entre eux doivent avoir à peu près le même argument pour pouvoir dépasser le terme dominant. La probabilité que {\displaystyle N} nombres complexes aléatoires aient à peu près le même argument est d'environ 1 sur {\displaystyle 2^{N}}. Ceci explique pourquoi {\displaystyle \pi (x)} est parfois plus grand que {\displaystyle \operatorname {li} (x),} et aussi pourquoi il est rare que cela se produise. Cela montre également pourquoi la recherche des moments où cela se produit dépend du calcul de millions de zéros de haute précision de la fonction zêta de Riemann.
L'argument ci-dessus n'est pas une preuve, car il suppose le fait que les zéros de la fonction zêta de Riemann sont répartis aléatoirement, ce qui n'est pas vrai. En gros, la preuve de Littlewood consiste en le théorème d'approximation de Dirichlet pour montrer que parfois de nombreux termes ont à peu près le même argument. Dans le cas où l’hypothèse de Riemann est fausse, l’argument est beaucoup plus simple, essentiellement parce que les termes {\displaystyle \operatorname {li} (x^{\rho })} pour les zéros violant l'hypothèse de Riemann (avec partie réelle supérieure à 1/2 ) sont finalement plus grands que {\displaystyle \operatorname {li} (x^{1/2})}.
Le terme {\displaystyle {\tfrac {1}{2}}\mathrm {li} (x^{1/2})} provient du fait que, grosso modo, {\displaystyle \mathrm {li} (x)} dénombre en fait les puissances des nombres premiers, plutôt que les nombres premiers eux-mêmes, avec {\displaystyle p^{n}} pondéré par {\displaystyle {\frac {1}{n}}}. Le terme {\displaystyle {\tfrac {1}{2}}\mathrm {li} (x^{1/2})} est à peu près analogue à une correction du second ordre tenant compte des carrés des nombres premiers.

## Nombre de Skewes pour unn-uplet-premier
Des nombres de Skewes suivant le même principe ont été définis pour les n-uplets premiers. Soit  {\displaystyle P=(p,p+a_{2},\cdots ,p+a_{n})} un n-uplet premier, {\displaystyle \pi _{P}(x)} le nombre de nombres premiers {\displaystyle p} inférieures ou égaux à {\displaystyle x} tel que {\displaystyle p,p+a_{2},p+a_{3},...,p+a_{n}} sont tous premiers, {\displaystyle \operatorname {li_{n}} (x)=\int _{2}^{x}{\frac {dt}{(\ln t)^{n}}}} et {\displaystyle C_{P}} la constante de Hardy–Littlewood correspondante (voir Première conjecture de Hardy–Littlewood (en) ). Le plus petit nombre premier {\displaystyle p} tel que
{\displaystyle \pi _{P}(p)>C_{P}\operatorname {li} _{n}(p),}
(si un tel nombre premier existe) est le nombre de Skewes pour le n-uplet premier {\displaystyle P.}
Le tableau ci-dessous donne quelques nombres de Skewes actuellement connus, bien inférieur au nombre de Skewes pour les nombres premiers :
| n-uplet premier                                       | nombre de Skewes correspondant | Trouvé par  |
| ----------------------------------------------------- | ------------------------------ | ----------- |
| (p, p + 2) : nombres premiers jumeaux                 | 1 369 391                      | Wolf (2011) |
| (p, p + 2, p + 6) : triplets-premiers du premier type | 87 613 571                     | Tóth (2019) |
| (p, p + 4, p + 6) : triplets-premiers du second type  | 337 867                        | Tóth (2019) |
| (p, p + 2, p + 6, p + 8) : quadruplets-premiers       | 1 172 531                      | Tóth (2019) |

On ne sait pas si tous les n-uplets premiers ont un nombre de Skewes correspondant.